# Cranshaws Church

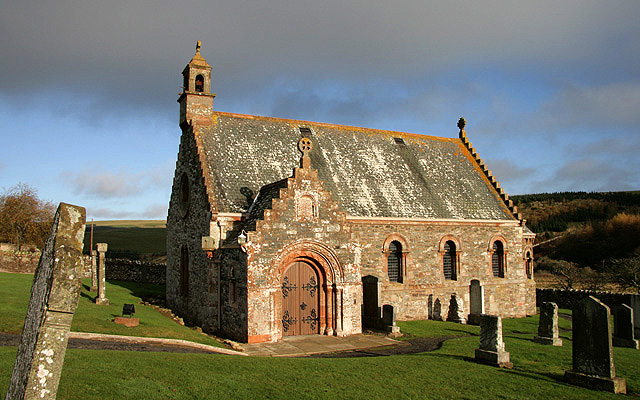
Cranshaws Church

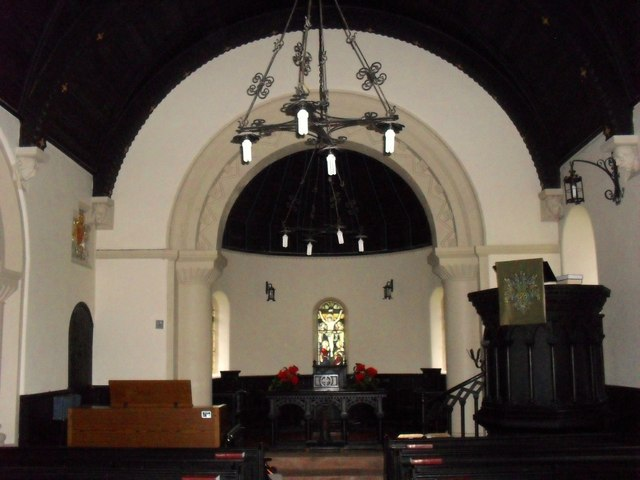
Chor und Apsis

Die Cranshaws Church, auch Cranshaws Kirk, ist ein Kirchengebäude der presbyterianischen Church of Scotland. Es liegt in dem Weiler Cranshaws nahe der schottischen Ortschaft Longformacus in der Council Area Scottish Borders. 1997 wurde das Bauwerk in die schottischen Denkmallisten in der höchsten Denkmalkategorie A aufgenommen.

## Geschichte
Am Standort der heutigen Cranshaws Church sind seit Jahrhunderten Kirchen belegt. Das heutige Kirchengebäude ruht auf den Fundamenten eines Neubaus aus dem Jahre 1739. Andrew Smith of Whitchester and Cranshaws beauftragte den aus Duns stammenden Architekten George Fortune mit der Planung. Die Arbeiten wurde 1898 ausgeführt.
Nahe dem Nordportal ist eine Platte mit dem königlichen Wappen eingelassen. Sie stammt aus einem Vorgängerbauwerk. Einer Legende zufolge empfing der Geistliche den schottischen König Jakob VI. nicht zum Gebet. Um dessen Vergesslichkeit auf die Sprünge zu helfen, ließ der König dann sein Wappen in der Kirche installieren. Vermutlich deutet das Wappen jedoch schlicht darauf hin, dass das Königshaus erweiterte Rechte in der Kirchengemeinde besaß. Dass die Platte vermutlich aus dem Jahre 1473 stammt, stützt diese Annahme.

## Beschreibung
Die Cranshaws Church steht isoliert inmitten des umgebenden Friedhofs am Südrand von Cranshaws. Es handelt sich um eines von nur wenigen neoromanischen Kirchengebäuden in Schottland. Das Mauerwerk besteht aus grob behauenem Bruchstein mit Details aus rotem Sandstein. An der Südseite tritt der Eingangsbereich hervor. Das rundbögige Portal ist mit band-ornamentiertem Gewände gestaltet. Die Rundbogenfenster sind teils mit Bleiglas versehen. An der rückwärtigen, dem Fluss Whiteadder Water zugewandten Ostseite tritt eine gerundete Apsis heraus. Das Gebäude schließt mit einem schiefergedeckten Satteldach. Der First ist mit Terrakotta eingedeckt.

## Nachreformatorische Pfarrer bis 1896
- Matthew Liddell (1572–1585)
- Alexander Swyntoun (1593–1595)
- John Hepburne (1596–1611)
- Mungo Daliell (1615–1652)
- John Foord (1655–1664)
- John Suinton (1664–1706)
- John Campbel (1706–1759)
- Richard Scot (1759–1761)
- Ralph Drummond (1762–1784)
- George Drummond (1784–1792)
- Alexander Johnston (1792–1800)
- David Tod (1801–1813)
- James Hope Sibbald (1813–1853)
- William Menzies Hutton (1853–1876)
- James Forbes (1876–1879)
- R. Bridges Smith (ab 1879)

(Quelle:)